# محاصره خوست
محاصرهٔ شهر خوست توسط مجاهدین افغانستان در دورهٔ نه سال اشغال نظامی افغانستان توسط اتحاد جماهیر شوروی در دههٔ هشتاد میلادی صورت گرفت که منجر به آغاز عملیات عمدهٔ ارتش سرخ برای شکستاندن محاصره آن شهر و رساندن کمک به نیروهای دولتی و جلوگیری از سقوط شهر بدست مجاهدین افغان شد که که از سال ۱۹۸۰ شروع و تا خروج نیروهای ارتش سرخ در سال ۱۹۸۷ ادامه یافت.
خوست در مدت یازده سال تحت محاصرهٔ مجاهدین افغان قرار داشت. در سال ۱۹۸۷ نیروهای ارتش سرخ شهر را ترک کردند و امنیت آن را به نیروهای ارتش افغانستان واگذار نمودند. ارتش افغانستان با سقوط رژیم کمونیستی، شهر را به مجاهدین تحت امر فرمانده جلال‌الدین حقانی از حزب اسلامی افغانستان - شاخه خالص تسلیم نمودند.